# Miniburaco negro
Um miniburaco negro (em inglês: micro black hole) também denominado microburaco negro, que é uma hipótese que alguns cientistas estabeleceram e que teriam surgido no nascimento do Universo, é um simples buraco negro pequeno, no qual os efeitos da mecânica quântica são fundamentais, e por isso, também são chamados de buraco negro da mecânica quântica ou buraco negro quântico.

## Fundamentos da hipótese
A menor massa que se acredita que um buraco negro pode possuir, para a clássica descrição de buraco negro, é provavelmente correspondente à massa de Planck, que é cerca de 2 × 10−8 kg ou 1.1 × 1019 GeV/c2. Nesta escala, a fórmula da termodinâmica do buraco negro prediz que o miniburaco negro poderia ter uma entropia de somente 4π nats; uma temperatura Hawking de TP / 8π, requerendo energia térmica quântica comparável aproximadamente à massa do miniburaco negro completo; e um comprimento de onda Compton equivalente ao raio de Schwarzschild do buraco negro (esta distância sendo equivalente ao comprimento de Planck). Este é o ponto onde uma descrição gravitacional clássica do objeto finaliza, sendo recuperável com umas pequenas correções quânticas, mas na verdade, se rompe completamente.
A existência de buracos negros com esta massa é somente hipotética, mas se os buracos negros primordiais existem, estes poderiam alcançar esta condição como o final da "evaporação" devido ao processo teórico chamado radiação Hawking, como teorizado em 1974 por Stephen Hawking, afirmando que devido a efeitos quânticos, tais buracos negros primordiais "evaporariam" pelas partículas de matéria que deveriam ser emitidas.
Por esta teorização, quanto menor o tamanho de um buraco negro, maior a taxa de "evaporação, resultando em uma súbita erupção de partículas na qual o microburaco negro explode. Pesquisadores de tais buracos negros em "evaporação" planejam através do satélite GLAST a ser lançado em 2008, o qual irá pesquisar por erupções de raios gama as quais podem ser associadas com tais "evaporações".
Tal energia em uma magnitude maior pode ser produzida na Terra em um acelerador de partículas como o "Large Hadron Collider" (com um máximo em torno de 14 × 103 GeV), ou ser detectada em colisões de radiação cósmica em nossa atmosfera. É estimado que para colidir dois agregados de férmions dentro de uma distancia de um comprimento de Planck com a atual força do campo magnético, requiriria um acelerador de partículas de aproximadamente 1000 anos luz de diâmetro para manter aos agregados no trajeto. Ainda que isto fosse possível, qualquer produto da colisão seria imensamente instável e se desintegraria quase instantaneamente.
Alguns teóricos das cordas tem sugerido que as múltiplas dimensões postuladas pela teoria das cordas poderiam criar a efetiva força da gravidade, muitas classes de magnitude mais intensas a pequenas distâncias (energias muito poderosas). Isto poderia reduzir efetivamente a energia de Planck, e também fazer que as descrições de buraco negro fossem válidas ainda que com massas muito pequenas. Porém isto é altamente especulativo.
Outros tem pensado acerca das básicas proposições do programa de gravidade quântica, onde realmente há um caso que obriga a se acreditar na radiação Hawking . São só essas proposições quânticas as que levam à crise da massa de Planck: em relatividade geral clássica, um buraco negro poderia ser desde o princípio arbitrariamente pequeno.
Todo o que se pode afirmar com certeza, é que as predições atuais para a existência de um buraco negro com uma massa menor que a massa de Planck, são inconsistentes e incompletas.[carece de fontes?]
Em 2021 foi relatada a descoberta de um candidato a buraco negro com cerca de três massas solares.

## Classificação
Classificação por tipo
- Buraco negro de Schwarzschild
- Buraco negro de Kerr
- Buraco negro de Kerr-Newman e de Reissner-Nordström ou buraco negro carregado

Classificação por massa
- Microburaco negro – um buraco negro extradimensional
- Buraco negro primordial, uma sobra hipotética do Big Bang
- Buraco negro estelar – formado pelo colapso gravitacional de uma estrela massiva.
- Buraco negro de massa intermediária – massa entre estelar e supermassiva
- Buraco negro supermassivo – massa na faixa de {\displaystyle 10^{5}} a {\displaystyle 10^{10}} massas solares.